# ألكسندرا ماريا لارا
ألكسندرا ماريا لارا (بالألمانية: Alexandra Maria Lara)‏ (12 نوفمبر 1978) ممثلة ألمانية لها العديد من الأفلام.ref>Alexandra Maria Lara في قاعدة بيانات الأفلام على الإنترنت</ref>

## من أفلامها
- 2004 السقوط
- 2007, سيطرة
- 2009، القارئ
- 2009 دار الحي
- 2013 اندفاع

## روابط خارجية
- ألكسندرا ماريا لارا على موقع IMDb (الإنجليزية)
- ألكسندرا ماريا لارا على موقع ميتاكريتيك (الإنجليزية)
- ألكسندرا ماريا لارا على موقع روتن توميتوز (الإنجليزية)
- ألكسندرا ماريا لارا على موقع مونزينجر (الألمانية)
- ألكسندرا ماريا لارا على موقع قاعدة بيانات الأفلام العربية
- ألكسندرا ماريا لارا على موقع ألو سيني (الفرنسية)
- ألكسندرا ماريا لارا على موقع ميوزك برينز (الإنجليزية)
- ألكسندرا ماريا لارا على موقع تيرنر كلاسيك موفيز (الإنجليزية)
- ألكسندرا ماريا لارا على موقع أول موفي (الإنجليزية)
- ألكسندرا ماريا لارا على موقع قاعدة بيانات الأفلام السويدية (السويدية)